# ОШ „Вук Караџић” Пирот
ОШ Вук Караџић Пирот је основношколска установа у Пироту. Основана је 1815. године и најстарија је таква установа у Пироту.

## Историјат
Неко време је радила под именом Основна школа у Пазару и налазила се близу старе цркве у данашњем центру града. Од године 1830. до 1835. је радила у метоху манастира Хиландара који се налазио у истом делу града код каменог моста.
Године 1857. као и следеће године, Школа је радила у данашњем музеју Понишавље. Нова школска зграда је угледала светлост дана 1887. године а зграда и данас постоји под именом Стара школа "Вук Караџић".
Школа је два пута прекидала свој рад у својој историји. То се десило за време Првог светског рата као и Другог светског рата.
Године 1951. је школа прерасла у осмогодишњу школу а десет година касније је почела да ради са именом ОШ "Вук Караџић".

## Издвојена одељења
Школа има издвојена одељења у селима: Мали Суводол, Велики Суводол, Понор, Блато, Гњилан, Костур и Барје Чифлик. Школа у селу Сиња Глава престала је са радом у школској 2006/7 години а школа у селу Пасјач 1983/4 али је обновљена 2001/2 међутим само на две године тако да је школа престала са радом школске 2002/3. 